# Weinberg

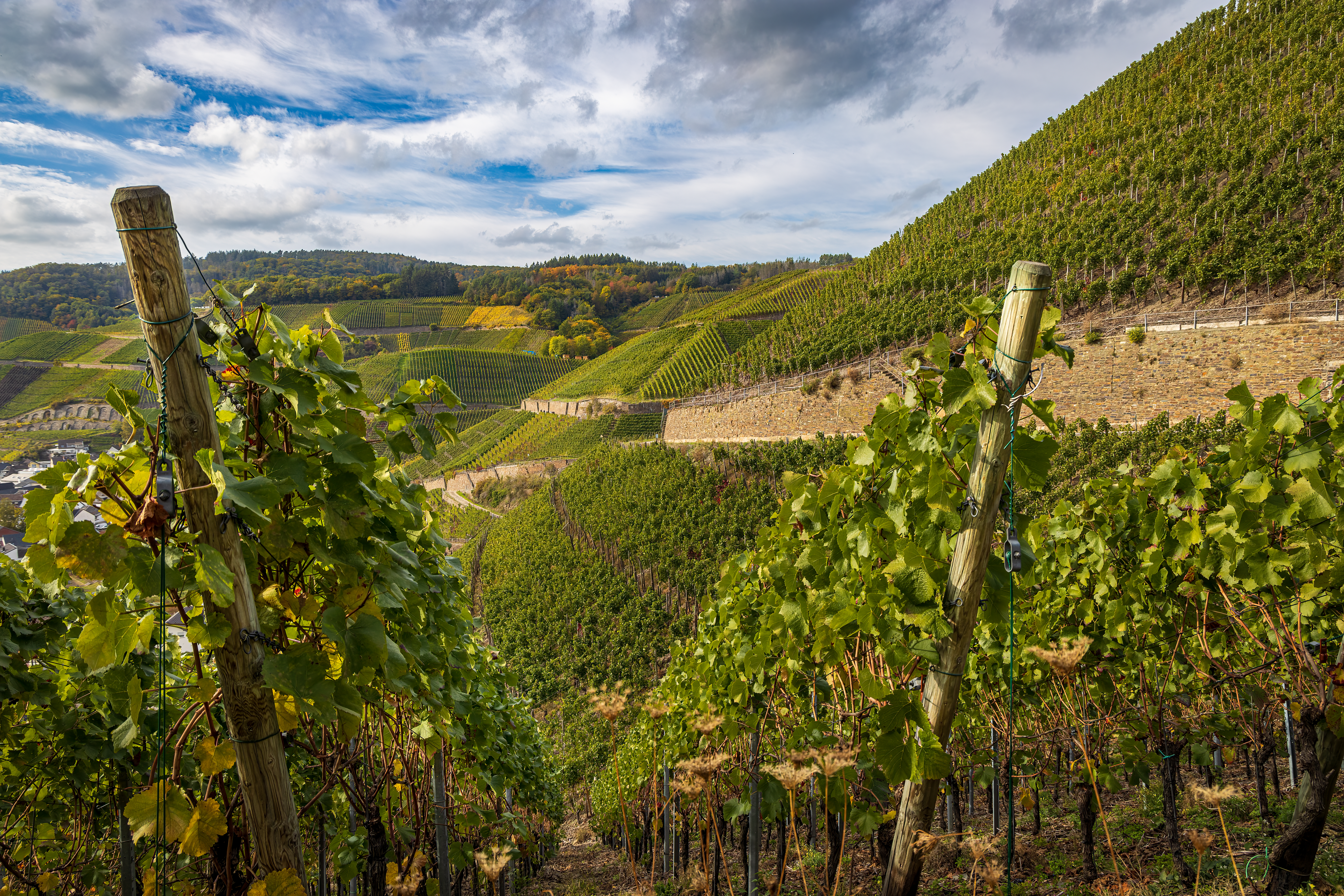
Weinberg im Ahrtal

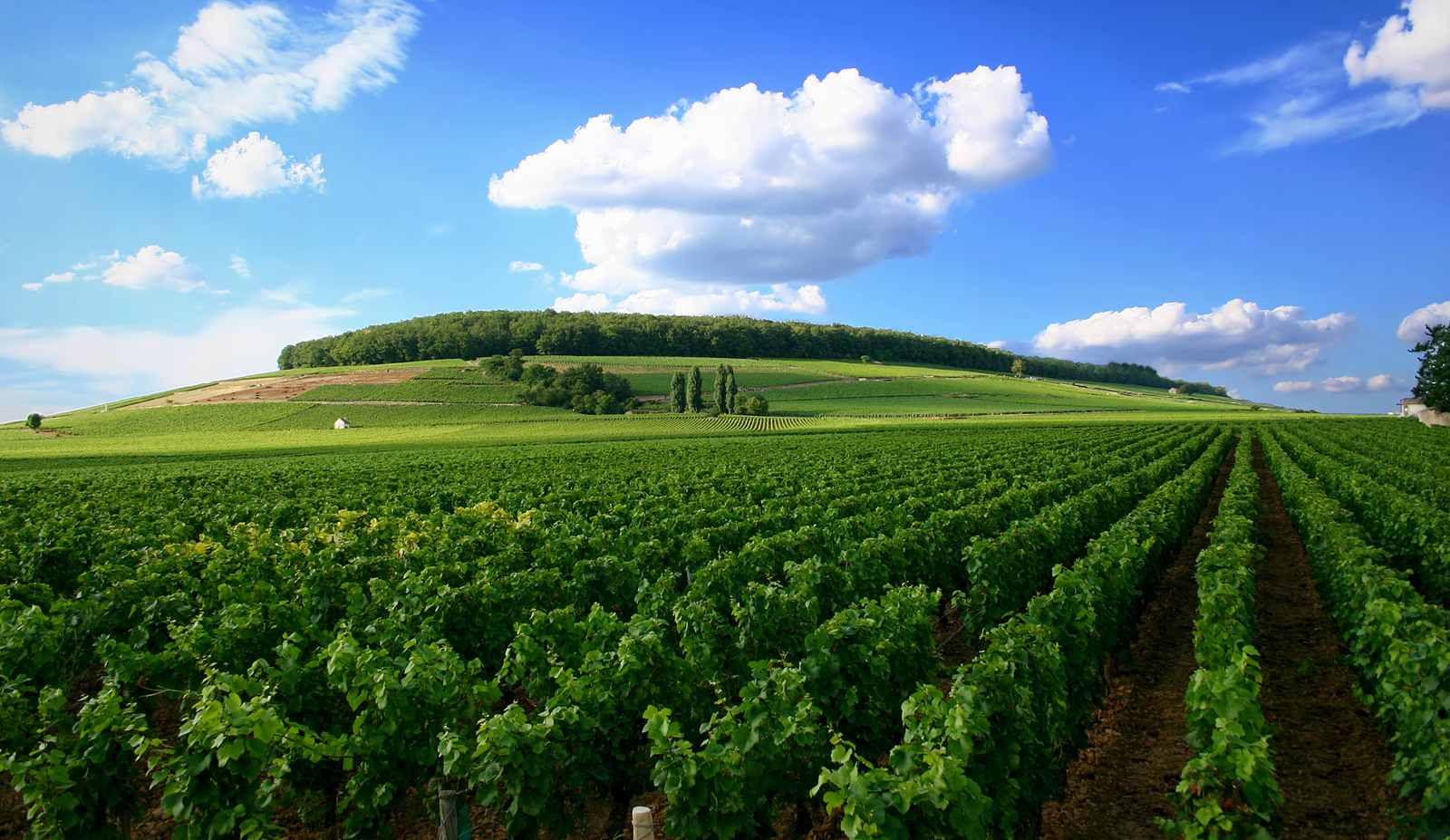
Weingarten im Vordergrund und ein teilweise mit Wein bewachsener Berg im Hintergrund, in der Côte de Nuits, Burgund, Frankreich

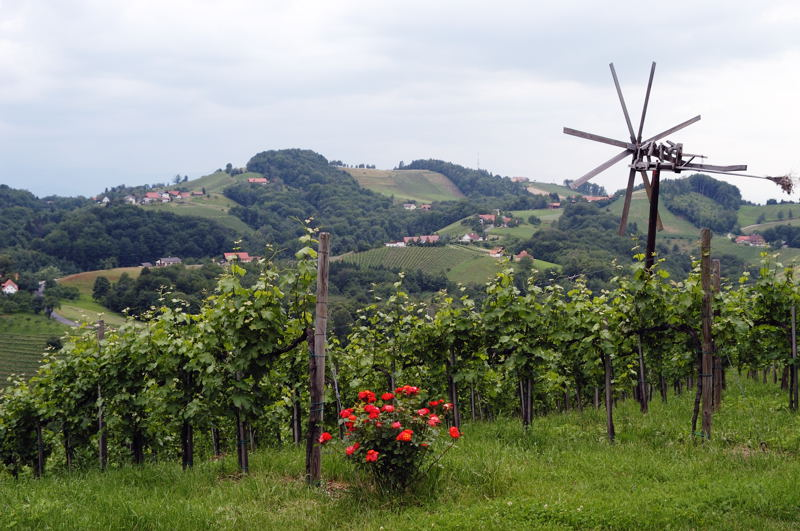
Weinberge in der Steiermark

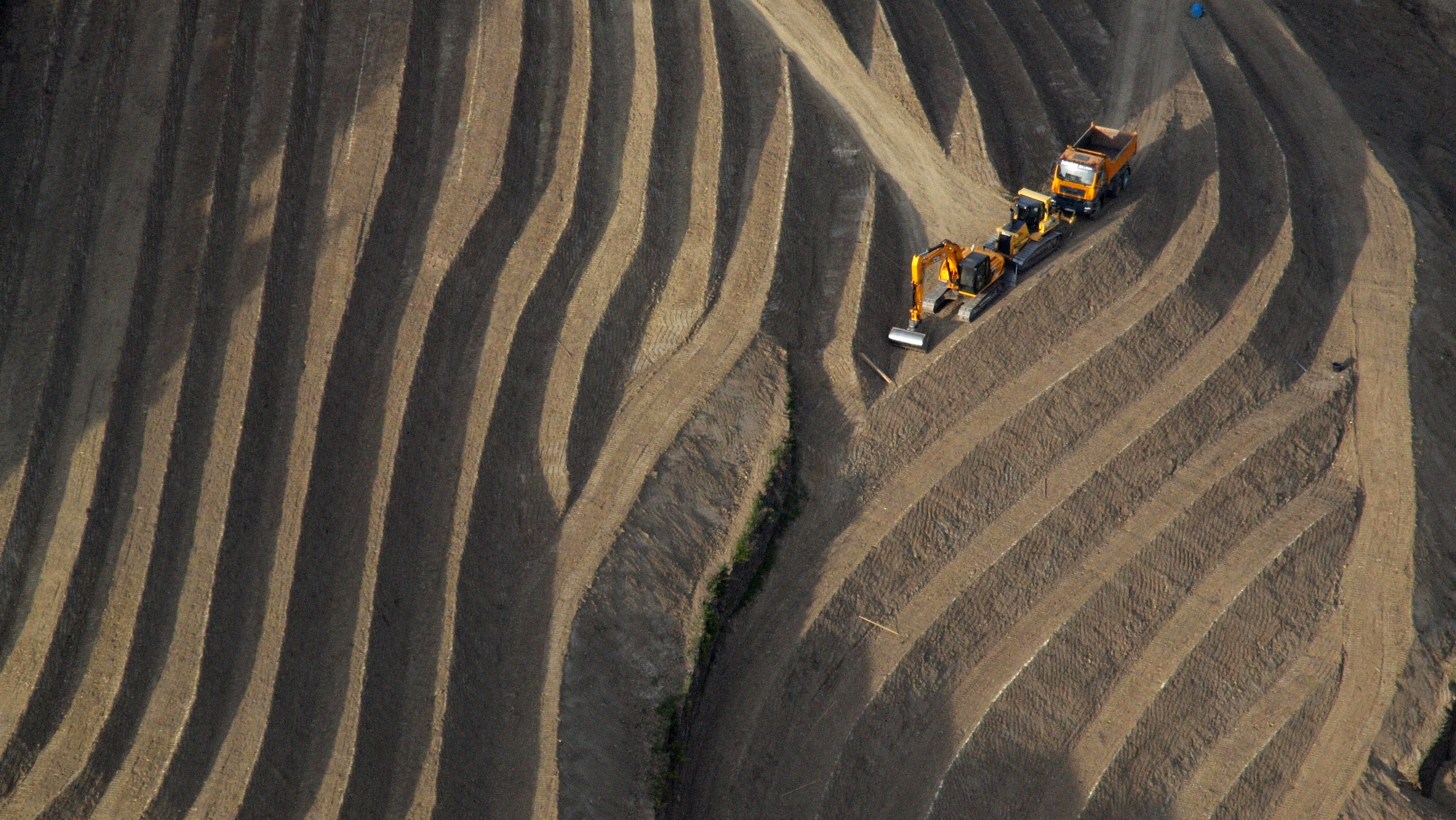
Weinbergneuanlage Nähe Unkel (Luftaufnahme 2015)

Ein Weinberg, Rebberg, Weingarten, Wingert oder Wengert ist eine für den Weinbau landwirtschaftlich genutzte Fläche in Steil-, Hang- oder Flachlage. Mehrere aneinander liegende Einzelgrundstücke ergeben eine gemeinsame Einzel- oder Großlage mit vergleichbaren Standortbedingungen, diese Lagen sind wiederum einem Weinbaugebiet zugeordnet. Lagen und Weinbaugebiete stellen geographische Herkünfte dar und haben nur bedingt Aussagekraft über die Weinqualität. In der Regel bilden Weinberge mehr oder weniger geschlossene Flächenareale, die besonders in den nördlichen Anbaugebieten klimatische Vorzüge besitzen und schon lange weinbaulich genutzt werden. Einzelne Rebanlagen im Gelände werden als Streuweinberge bezeichnet. Sie liegen oft im klimatischen Grenzbereich oder sind letzte Zeugen eines früher sehr umfangreichen Weinbaus. Besonders steile und schwer zu bewirtschaftende Weinberge fallen vielerorts der Sozialbrache anheim und verbuschen, man spricht von Zahnlückenbildung. Weinberge sind meist nach Süden oder Westen geneigt, um die Sonneneinstrahlung optimal zu nutzen.

## Aufbau und Nutzungszweck
Je nach Steilheit der Lage sind traditionelle Weinberge zur Verringerung der Hangneigung mit Trockenmauern terrassiert. Durch die Rebflurbereinigung wurden viele historische Trockenmauern entfernt, um die maschinelle Bewirtschaftung zu erleichtern und die Zufahrt zu ermöglichen. Ein aufgelassener (nicht mehr bewirtschafteter) Weinberg wird in der Winzersprache auch Driesche genannt.
Eine moderne, wirtschaftlich genutzte Weinbergsanlage dient heute in aller Regel nur zur Produktion von Weintrauben, Tafeltrauben oder Rosinen. Gärtnerisch genutzte Rebenmischkulturen sind mit der Mechanisierung und Spezialisierung der Weinbaubetriebe zunehmend verschwunden. Vom Mittelalter bis etwa 1900 war es üblich, auch Obst, Gemüse und Kräuter auf derselben Fläche zur Eigenversorgung oder zur Vermarktung anzubauen, wobei die Rebe immer die Hauptfrucht darstellte. Zur weiteren Nebennutzung wurde das abgeschnittene Rebholz zum Heizen und entfernte Triebspitzen als Grünfutter für Tiere verwendet, heute dienen diese organischen „Abfälle“ als wertvolle Humuslieferanten. Auch herrscht heute der sortenreine Anbau vor, früher war es gebräuchlich, mehrere Sorten gemischt zu pflanzen, was man auch als gemischten Satz bezeichnet. Traditionelle Einzelpfahlsysteme, wie sie heute noch teilweise an der Mosel und anderen Steillagengebieten vorzufinden sind, wichen der modernen Spaliererziehung am Drahtrahmen. Die Rebstöcke sind maschinengerecht angelegt, der Abstand der Rebzeilen ist gleichmäßig und beträgt in Direktzuglagen etwa 2 m, um Schmalspurtraktoren und Traubenvollernter optimal einsetzen zu können. Die Stockabstände liegen bei 1 bis 1,20 Metern. Die Rebzeilen selbst verlaufen meist in senkrechter Linie zum Hang. Bei quer ziehenden Zeilen, die jeweils abgeböscht sind, spricht man von Querterrassierung, was besonders in sehr steilen Flächen eine Bewirtschaftung im Direktzug ermöglicht. Die Anzahl und Anordnung der Drähte, an denen die Rebtriebe aufgeheftet werden, beziehungsweise die zur Fixierung verholzter Fruchtruten dienen, hängt von der Erziehung und dem Rankverhalten der einzelnen Rebsorten ab. Im senkrechten Drahtspalier ist die Halbbogen- oder Flachbogenerziehung üblich. Weitraumerziehungssysteme wie Lenz-Moser-Anlagen waren vor allem in den 1950er Jahren gängig, sind aber wegen qualitativer Nachteile und mangelnder Vollerntereignung wieder weitgehend verschwunden. Die Traubenzone ist nicht mehr so bodennah wie früher üblich, um eine rationellere Bewirtschaftung und bessere Abtrocknung der Trauben zu gewährleisten. Hohe Laubwände ermöglichen in den nördlichen Anbaugebieten eine hohe Assimilationsleistung, was letztlich zur besseren Zuckerproduktion in der Traube dient. Der maschinelle Laubschnitt und eine bessere Nährstoffversorgung der Reben durch Düngung ließen erst diese Qualitätsoptimierung zu.
Als nicht weinbergsmäßige Bepflanzung gelten einzelne Rebzeilen als Einfriedung, Reben an Hauswänden oder Pergolenbegrünungen.

## Genehmigungspflicht
Die Neuanlage von Weinbergen ist in allen EU-Ländern genehmigungspflichtig. In der Regel wird dies in Deutschland durch Landesverordnungen geregelt. Sofern der angebaute Wein nur dem Eigenverbrauch dient, ist eine Fläche bis zu einem Ar genehmigungsfrei (Hobbyanbau). Gegenwärtig gibt es in der EU einen Anbaustopp für neue Rebflächen. Es können lediglich in Einzelfällen Pflanzrechte von aufgegebenen Flächen auf Flächen übertragen werden, die neu bestockt werden sollen. Voraussichtlich soll der Anbaustopp für Neuanlagen 2015[veraltet] aufgehoben werden. Tafeltraubenanlagen sind davon ausgenommen und können genehmigungsfrei erstellt werden.
Rechtlich wird in Österreich eine Fläche als Weingarten bezeichnet, wenn mindestens eine Rebe auf einer Fläche von 6 Quadratmeter steht.

## Ökologie und Naturschutz
Ziele eines Naturschutzes im Weinbau sind unter anderem die Sicherung der Leistungsfähigkeit des Naturhaushaltes (Boden, Wasserhaushalt und Klima), der Erhalt der Nutzungsfähigkeit der Naturgüter, die Sicherung der Pflanzen- und Tierwelt und der Vielfalt, Eigenart und Schönheit von Natur und Landschaft.
Weinberge sind vom Menschen geschaffene Kulturlandschaften und die mit am stärksten beeinflussten Agrarökosysteme. Meist werden sie sehr intensiv bewirtschaftet. und als Monokulturen gesehen, andererseits sind sie aber auch bedeutende Rückzugsgebiete von Pflanzen und Tieren. Sie bilden ein eigenes Ökosystem, denn zum Weinberg gehören nicht nur die Rebzeilen, sondern auch weitere Kulturlandschaftselemente wie Trockenmauern, Stützmauern, Steinriegel, Raine und Hecken, welche auch das typische Landschaftsbild von durch Weinbau dominierten Landschaften entscheidend mitprägen.
Durch die Flurbereinigung in den 1960er und 1970er Jahren, der damit verbundenen Schaffung von größeren Parzellen und durch den in den letzten Jahrzehnten vermehrten Einsatz von Maschinen zur Bewirtschaftung der Weinberge änderten sich die Bedingungen. Trotzdem ist auch hier noch die Schaffung von ökologischen Nischen möglich.
Im Weinberg kommt es zu kleinflächigen Lebensräumen mit unterschiedlichen kleinklimatischen Bedingungen, in denen sowohl wärme- als auch schattenliebende Tiere und Pflanzen einen geeigneten Standort finden. Oft finden sich dort seltene Tier- und Pflanzenarten mit mediterranem und kontinentalem Verbreitungsschwerpunkt.

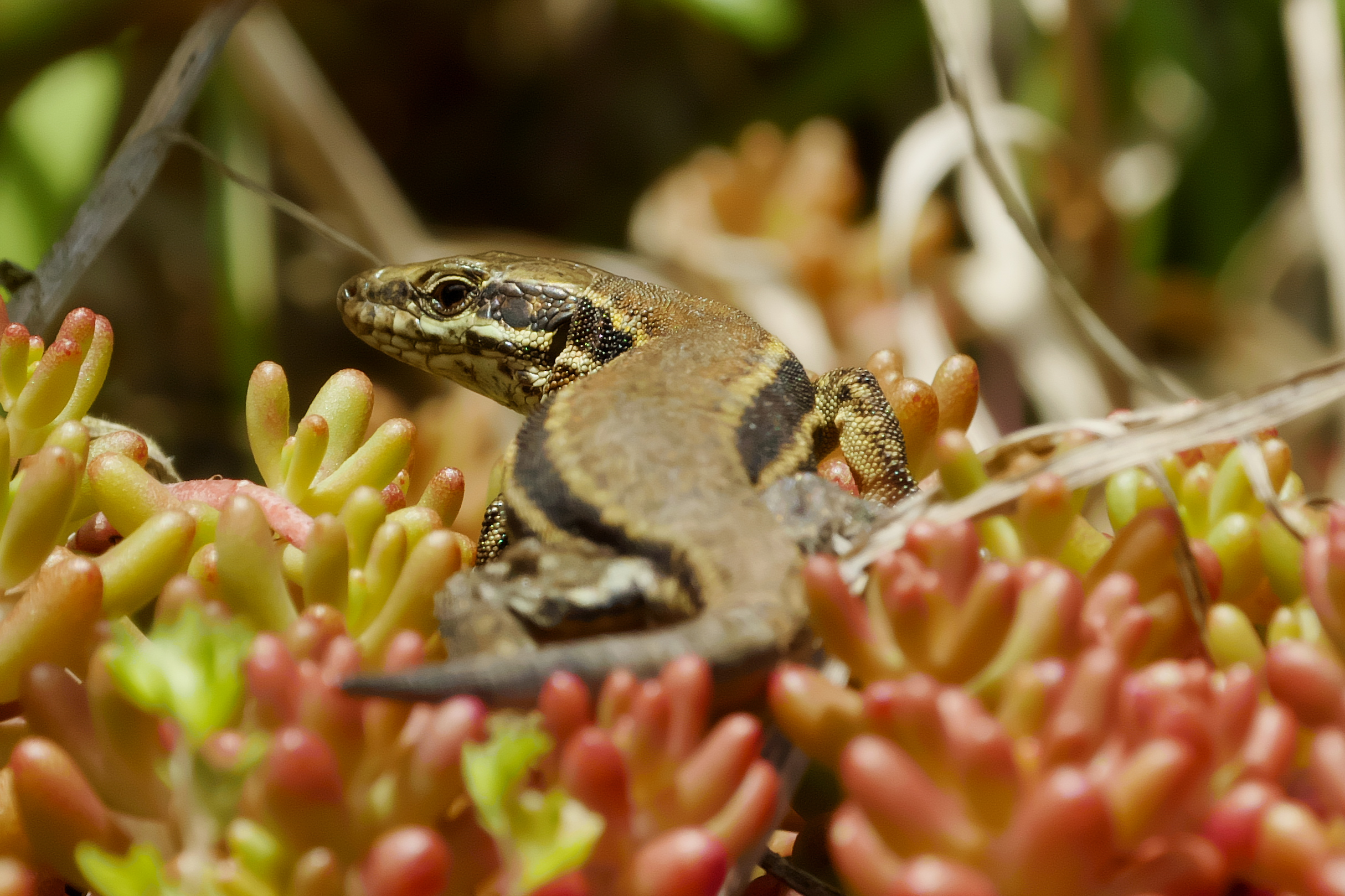
Mauereidechse auf Mauerpfeffer an einem Weinberg bei Ediger in Rheinland-Pfalz.

Typisch für den Weinberg ist seine sonnenexponierte Lage. Gerade in den Steillagen, die eher extensiv genutzt werden, in denen kaum Maschineneinsatz möglich ist und deren Untergrund trocken und steinig ist, finden sich die meisten Arten. Diese Artenvielfalt umfasst auch seltene Vögel wie Bienenfresser, Distelfink oder Neuntöter, Wildbienenarten wie beispielsweise die Natternkopf-Mauerbiene, Reptilien wie die Mauereidechse, die Zauneidechse oder die Schlingnatter oder Pflanzen wie etwa die Weinbergs-Traubenhyazinthe (siehe auch: Hackflora). Trockenmauern, die sich im Sommer auf bis zu 70 Grad Celsius aufheizen können, bieten aufgrund ihrer vielen Ritzen und Spalten und der sich dort befindlichen Feinerde einen sehr speziellen Lebensraum, insbesondere für wärmeliebende Offenlandarten, speziell auch für seltene rebspezifische Wildkräuter wie beispielsweise die stark gefährdeten Zwiebelpflanzen der Weinbergslauch-Gesellschaft. Hier ist besonders die sehr selten gewordene Wilde Tulpe (Tulipa sylvestris) zu nennen, die auf der Roten Liste steht. Weitere charakteristische Pflanzengesellschaften sind außerdem die Mauerzimbelkrautflur und die Mauerpfeffer-Hauswurz-Flur.
Sie bieten weitere Lebensräume für wärmeliebende Reptilien wie Mauereidechsen, Smaragdeidechsen, Blindschleichen, Waldeidechsen, Zauneidechsen, Glattnattern, Kreuzottern oder Aspisvipern. Sind Feuchtbiotope angelegt, findet man Amphibien wie Wechselkröte, Erdkröte oder Springfrosch.
Auch Insekten finden geeignete Lebensbedingungen. In einigen Fällen haben sich sogar besondere Beziehungen zwischen Pflanzen und Tieren der Rebflur entwickelt: Der Osterluzeifalter besiedelt fast ausschließlich alte Weinberge, da seine Raupen sich von der Gewöhnlichen Osterluzei ernähren, die vor allem dort vorkommt.
In Rebgassen, die heute auch im konventionellen Weinbau vermehrt begrünt werden, um beispielsweise Erosion und Nährstoffauswaschung zu verhindern, finden sich Spinnen und Insekten, die wiederum Vögel und Reptilien anlocken. Hecken verbessern das Mikroklima, sind Windschutz und gleichzeitig Nahrungs-, Brut- und Rückzugsort zahlreicher Tierarten.
Wichtig für eine Strukturdiversität, die wiederum auch eine hohe Artenvielfalt begünstigt, ist der Erhalt von Weinbergsmauern, Solitärgehölzen, Gebüschgruppen und unbefestigten Wirtschaftswegen.
Wichtig ist außerdem der zurückhaltende Umgang mit Pestiziden: In Deutschland macht der Weinbau nur 0,8 % der landwirtschaftlich genutzten Fläche aus, verbraucht mit rund 30 kg pro Hektar und Jahr aber 13,2 % aller Pestizide. Ein großes Problem dabei ist die Resistenzbildung. Viele Arten entwickeln Anpassungsmechanismen und geben dank der erhöhten Überlebenschancen diese Eigenschaften an Nachkommen weiter. Untersuchungen haben gezeigt, dass auf landwirtschaftlichen Flächen die Artenvielfalt durch den Einsatz von Pestiziden und Fungiziden etwa halbiert wird. Im humiden Klima Mitteleuropas ist es dabei kaum möglich, gänzlich auf Fungizide zu verzichten, da ein ertragsvernichtender Pilzbefall ohne Fungizide praktisch unausweichlich ist. Der öko-zertifizierte Weinbau muss auf synthetische Pestizide verzichten. Er greift auf andere Präparate zurück, v. a. kupferbasierte Wirkstoffe. In vielen Weinbergböden sind die Kupfermengen aufgrund der historischen Gaben heute sehr hoch und können kaum gesenkt werden. Absolut verzichtbar ist die Unterstockbehandlung mit Herbiziden im konventionellen Weinbau. Insgesamt be- bzw. verhindert der Pestizideinsatz nicht nur die Biodiversität, sondern auch alternative Bewirtschaftungsoptionen, wie etwa den Einsatz von Schafen im Weinberg – letzteres gilt sowohl für den konventionellen, also auch öko-zertifizierten Weinbau.
Auch im konventionellen Weinbau gibt es viele Möglichkeiten, ohne Effizienzverlust tier- und pflanzenverträglich zu wirtschaften oder Schädlinge auf natürliche Weise einzudämmen. So konnte auf baden-württembergischen Weinanbauflächen durch die Verwirrmethode zur Eindämmung des Traubenwicklers der Insektizideinsatz so gut wie auf Null zurückgeführt werden. Eine hohe Biodiversität ist im Weinberg somit auch wirtschaftlich bedeutsam.

## Rekorde
Der höchstgelegene Weinberg nördlich des Alpenhauptkammes befindet sich in Saalbach-Hinterglemm im Land Salzburg in Österreich. Hier wachsen Reben bis auf einer Höhe von 1.212 m.ü.A. Auch in Visperterminen im Kanton Wallis in der Schweiz wachsen Reben in großer Höhe (1.150 m. ü. M.). Höhergelegene europäische Weinberge finden sich in Südtirol, Zypern und Spanien.
Den nördlichsten Weinberg der Welt reklamieren Alaska, Finnland, Lettland, Norwegen und Schweden für sich.

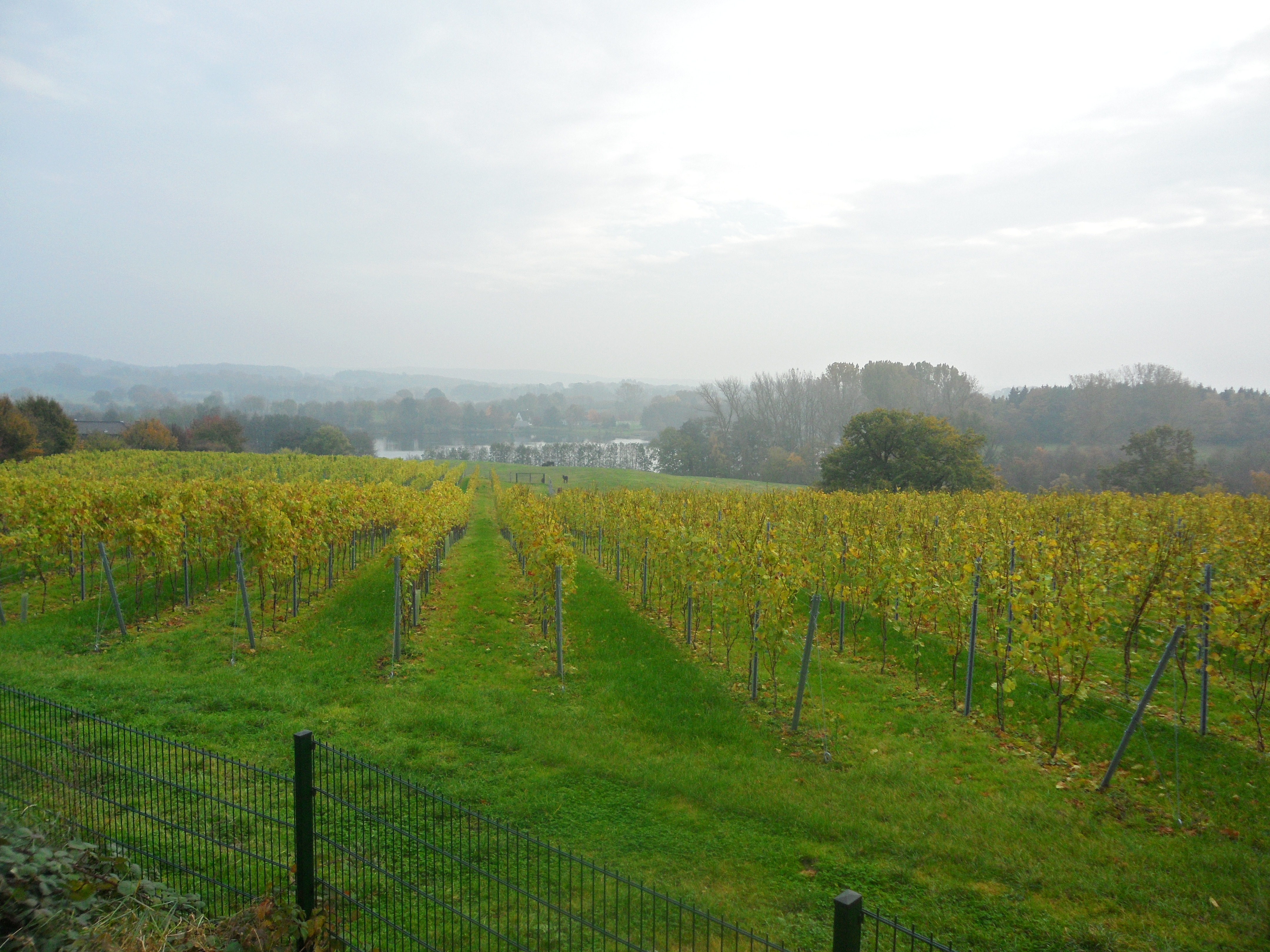
Weinberg in der Holsteinischen Schweiz im Kreis Plön

Die nördlichsten traditionellen Weinbaugebiete stellen heute die beiden ostdeutschen Anbaugebiete Sachsen und Saale-Unstrut dar. Auch in Hamburg am Stintfang und in Schleswig-Holstein auf Gut Warleberg am Nord-Ostsee-Kanal wird auf kleinen Flächen erfolgreich Wein angebaut. Reaktivierte alte Weinberge gibt es in Hitzacker (Wendland) und im Havelland um Werder.
Der traditionsreiche Weinbau in Niederschlesien bei Zielona Góra (früher Grünberg) (Polen) war zeitweise fast ganz erloschen; seit der Jahrtausendwende wurden aber drei neue Weingüter gegründet, zwei bei Mielęcinie (früher Pfaffendorf), heute Ortsteil der Gemeinde Żarów, und eines bei Świdnica (Schweidnitz).
Seit den 1960er Jahren wird auch im Süden von England Wein angebaut.
In Belgien gab es vom 18. Jahrhundert bis um 1960 nur noch einen einzigen Weinberg bei Huy.
In Holland, Dänemark und Schweden wird in geringem Umfang kommerzieller Weinbau betrieben. Dieser erfolgt jedoch nicht in großflächigen und geschlossenen Weinbergsarealen, sondern ist sehr zersplittert.
Südlichste Weinbauregionen sind die Insel Tasmanien sowie die Südinsel von Neuseeland. Auch in Chile werden gegenwärtig Weinberge sehr weit südlich angelegt.
Als steilste Weinberge Europas gelten der Engelsfelsen in der Weinbauregion Ortenau an den Hängen des Nordschwarzwalds mit 75° und der Bremmer Calmont an der Mosel mit 68° Neigungswinkel. Der tiefstgelegene Weinberg liegt unter Meereshöhe am Toten Meer.